# 크로커다일과

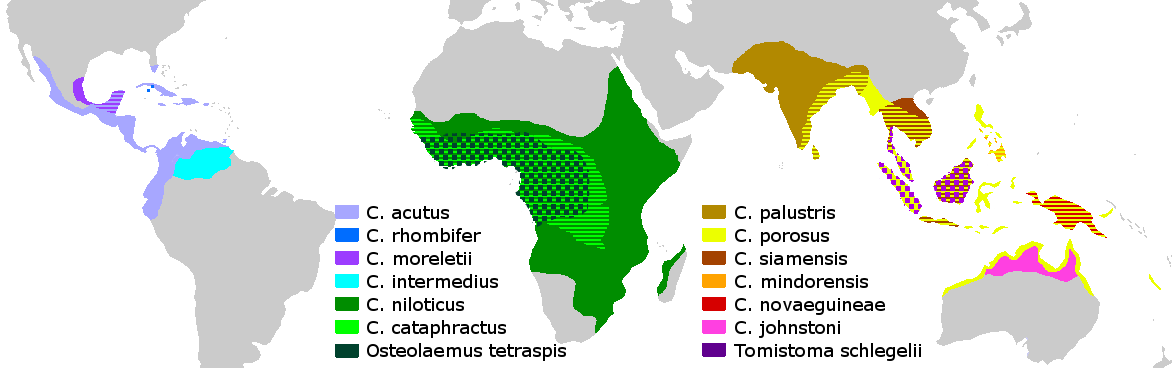
크로커다일과의 분포

크로커다일과(Crocodylidae)는 악어의 한 과이다. 나일악어, 바다악어 따위를 통틀어 이르는 말로 대개 몸집이 크고 성질이 사나우며, 주둥이는 끝이 뾰족하고 이등변삼각형 모양이다. 17종 정도 있으며 열대·아열대에 분포한다.

## 하위 속
- 긴코악어속 (Mecistops)
- 난쟁이악어속 (Osteolaemus)
- 크로커다일속 (Crocodylus)

## 같이 보기
- 악어고기
- 사냥감
- 하수구 악어
- 세베크